# Draga szerb királyné
Draginja vagy Draga Obrenović (szerb cirill írással Драгиња Обреновић; született Draga Lunjevica, első férje után Draga Mašin; Gornji Milanovac, 1867. szeptember 23. – Belgrád, 1903. május 29.) I. Sándor szerb király felesége. Korábban Sándor anyjának, Natalijának udvarhölgye volt. 

## Életefe

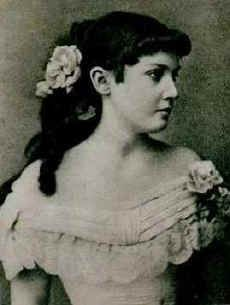
Draga fiatal korában

Draga Panta Lunjevica (Aranđelovac prefektusa) és felesége, Anđelija Koljević gyermekeként született Gornji Milanovac városában. A házaspár hét gyereke közül ő volt a hatodik. Anyja alkoholista volt, apja pedig őrültekházában halt meg.
Családja tekintélyes rokoni kapcsolatokkal rendelkezett. Draga nagyapja, Nikola Lunjevica Miloš Obrenović fejedelem közeli barátja és feleségének rokona volt. Anyai nagyanyja, Đurđija Čarapić unokatestvére Karađorđe Petrović (a Karađorđević dinasztia alapítója) lányát vette feleségül. 
Dragát kilenc évesen Belgrádba küldték, hogy a Cermanka Intézetben státuszának megfelelő neveltetésben részesüljön. Megtanult oroszul, franciául és németül. Belekóstolt az irodalomba, regényeket, novellákat írt, valamint pénzért műfordítást is vállalt. Műveit külföldi folyóiratok is közölték. Kedvenc írója Stendhal volt.
1883-ban feleségül ment a mérnöki végzettségű cseh Svetozar Mašinhoz, Milan király udvari orvosának fiához. Férje azonban három évvel később, 1886-ban meghalt. Dragát ezt követően Natalija királyné fogadta be, udvarhölgyként.
Draga 1895-ben Biarritzban találkozott először Natalija nála tíz évvel fiatalabb fiával, Sándorral, aki állítólag kimentette a fuldokló nőt a tengerből. Levelezni kezdtek, de kapcsolatukat Draga alacsony rangja miatt a királyné tiltotta. Draga 1897-ig maradt a királyné szolgálatában, majd visszatért Belgrádba. Milan király 1889-ben lemondott a trónról a 23 éves Sándor javára. 

## Házassága

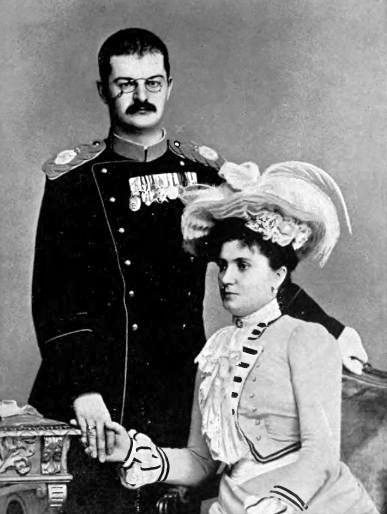
I. Sándor és Draga

Sándor a szülei, a politikai elit és a közvélemény tiltakozása ellenére 1900. augusztus 5-én feleségül vette Dragát. Az általános nézet az volt, hogy az özvegyasszony az ujja köré csavarta a fülig szerelmes ifjonc trónörököst, majd királyt. Sándor száműzte az anyját, Nataliját, részben azért, mert elkeseredetten ellenezte a házasságot. 
Sándor önkényes, diktatórikus módszerekkel kormányzott és népszerűtlen döntéseit Draga befolyásának tulajdonították. Gyerekük nem született és elterjedt az a rémhír, hogy Draga bátyját, a hadseregben szolgáló Nikodije Lunjevicát akarják megtenni trónörökösnek. 

## Meggyilkolása
Az Obrenović-ház uralmával egyébként is elégedetlen katonatiszteket ez a híresztelés cselekvésre késztette. Dragutin Dimitrijević ezredes vezetésével összeesküvést szerveztek és 1903. június 10–11 éjszakáján (a Szerbiában akkor hivatalos julián naptár szerint május 28–29., ezért hívták az akciót májusi puccsnak) megrohamozták a királyi palotát. Az őrség nem tanúsított jelentős ellenállást és tisztek - miután egy szárnysegéd elárulta búvóhelyüket - kirángatták a hálóinges királyt és királynét az öltözőszobából és kardjaikkal, pisztolyaikkal brutálisan meggyilkolták mindkettejüket. Megcsonkított holttestüket az ablakon keresztül kidobták a kertbe. Draga két bátyját, Nikodijét és Nikolát még aznap kivégezték; nővérei Svájcba menekültek.

## Kitüntetései
- A Nagy Miloš-rend nagykeresztje (1900. augusztus 5.)[7]
- A Fehér Sas-rend nagykeresztje (1900. augusztus 5.)[8]

## Fordítás
- Ez a szócikk részben vagy egészben  a   Draga Mašin című angol Wikipédia-szócikk ezen változatának fordításán alapul.  Az eredeti cikk szerkesztőit annak laptörténete sorolja fel. Ez a jelzés csupán a megfogalmazás eredetét és a szerzői jogokat jelzi, nem szolgál a cikkben szereplő információk forrásmegjelöléseként.